# Ceromasia spinipes
Ceromasia spinipes är en tvåvingeart som först beskrevs av Jacques-Marie-Frangile Bigot 1889.  Ceromasia spinipes ingår i släktet Ceromasia och familjen parasitflugor. Inga underarter finns listade i Catalogue of Life.